# ثقب أسود A0620-00
A0620-00 (يُختصر من 1A 0620-00 ) هو نظام نجمي ثنائي في كوكبة Monoceros ، لامع بقدر ظاهري 11.2
يتكون النظام A0620-00 من عنصرين. الجرم الأول هو نجم تسلسل رئيسي من النوع K.  لا يمكن رؤية الجسم الثاني . ولكن بناءً على كتلته المحسوبة البالغة 6.6 كتلة شمسية  فهو ضخم جدًا بحيث لا يمكن أن يكون نجمًا نيوترونيًا ، وبالتالي يجب اعتباره ثقبًا أسودا ذو كتلة نجمية. الجسمان يدوران حول بعضهما البعض كل 7.75 ساعة. على مسافة حوالي 3,300 سنة ضوئية (1,000 فرسخ نجمي) بينهما . بهذا سيكون الثقب الأسود A0620-00 أحد أقرب الثقوب السوداء المعروفة للنظام الشمسي ، أقرب من GRO J1655-40 .

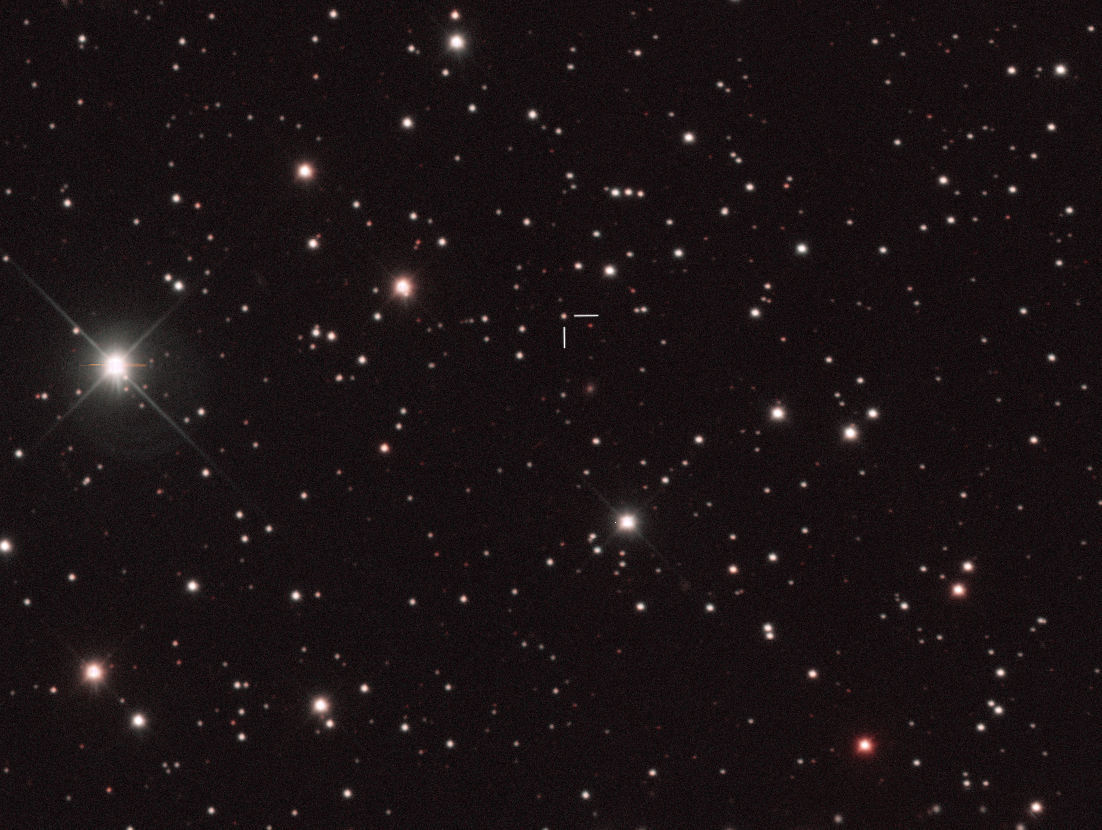
تم إنشاء هذه الصورة لـلنظام A0620-00 من بيانات Sloan Digital Sky Survey في الضوء المرئي والأشعة تحت الحمراء (المرشحات u ، g ، i ، z) وتمتد على ما يقرب من 8 دقيقة قوسية.

يُجري النظام A0620-00 أصدارات لـ أشعة سينية . أولها كان عام 1917. تم الكشف عن الاصدار الثاني في عام 1975 ، بواسطة القمر الصناعي ارييل 5 . خلال ذلك الوقت ، كان A0620-00 هو ألمع مصدر للأشعة السينية. تم تصنيفها الآن على أنها مستعر أشعة سينية . تم تحديد طبيعة الثقب الأسود في عام 1986.
يسحب الثقب الأسود الموجود في النظام A0620-00 المادة من النجم المرافق من النوع K إلى قرصه التراكمي . فينبعث من قرص التراكم كميات كبيرة من الضوء المرئي والأشعة السينية. ونظرًا لأن النجم المرافق من النوع K تنسحب منه مادته فقد تحول إلى شكل بيضاوي . تقدر مساحة السطح المرئية له ، وبالتالي يتغير سطوعه الظاهر للناظر من الأرض. يحمل النظام A0620-00 أيضًا تسمية النجمة المتغيرة V616 Monocerotis .

## بث النصب التذكاري ستيفن هوكينغ
في 15 يونيو 2018 تم إرسال إشارة من هوائي الراديو الكبير لوكالة الفضاء الأوروبية في محطة سيبريروس (77 كيلومترًا غرب مدريد ، إسبانيا) ، في ذكرى ستيفن هوكينج ، الذي توفي في 14 مارس 2018 ، وتمجيدا لعمله في فيزياء الثقوب السوداء. سيقطع البث مسافة 3457 سنة ضوئية بسرعة الضوء وسيصل في عام 5475 ؛ سيكون هذا أول تفاعل بشري على الإطلاق مع ثقب أسود معروف حاليًا. تم اختيار 1A 0620-00 لهذا البث لأنه كان أقرب ثقب أسود معروف إلى الأرض في ذلك الوقت. كانت الرسالة رسالة سلام وأمل بالنسبة لعائلته.

## اقرأ أيضا
- ثقب أسود متوسط الكتلة
- تسلسل زمني للانفجار العظيم

## روابط خارجية
- {{استشهاد بموسوعة}}: استشهاد فارغ! (مساعدة)صيانة الاستشهاد: url-status (link)

| السجلات | السجلات                  | السجلات |
| ------- | ------------------------ | ------- |
| سبقه    | Least distant black hole | تبعه    |